# Devabhuti
Devabhuti, död 75 f.Kr., var en indisk monark. Han tillhörde Sungadynastin, och var regerande monark av Sungariket mellan 83 f.Kr. och 75 f.Kr.